# Cerura candida
Cerura candida är en fjärilsart som beskrevs av Otto Staudinger. Cerura candida ingår i släktet Cerura och familjen tandspinnare. Inga underarter finns listade i Catalogue of Life.